# Jacksonia floribunda
Jacksonia floribunda är en ärtväxtart som beskrevs av Stephan Ladislaus Endlicher. Jacksonia floribunda ingår i släktet Jacksonia och familjen ärtväxter. Inga underarter finns listade i Catalogue of Life.